# Peter Thannabaur
Peter Josef Thannabaur (* 25. September 1932 in Sternberg, Tschechoslowakei; † 13. Mai 1991) war ein deutscher Bibliothekar.

## Werdegang
Thannabaur studierte Musikwissenschaften, Anglistik und Bibliothekswissenschaft und promovierte 1962 an der Universität Erlangen mit der Arbeit Das einstimmige Sanctus der römischen Messe in der handschriftlichen Überlieferung des 11. bis 16. Jahrhunderts. Zuvor war er bereits 1961 in die Dienste der Münchner Stadtbibliothek getreten und übernahm 1977 nach dem unerwarteten Tod von Alfons Ott deren Leitung. Während seiner Amtszeit erfolgte 1984 der Umzug der Bibliothek in das Kulturzentrum Gasteig.

## Veröffentlichungen
- Das einstimmige Sanctus der römischen Messe in der handschriftlichen Überlieferung des 11. bis 16. Jahrhunderts (= Erlanger Arbeiten zur Musikwissenschaft, Bd. 1). Ricke, München 1962.
- Anmerkungen zur Verbreitung und Struktur der Hosanna-Tropen im deutschsprachigen Raum und den Ostländern. In: Martin Ruhnke (Hrsg.): Festschrift Bruno Stäblein zum 70. Geburtstag. Bärenreiter-Verlag, Kassel 1967, S. 250–259.
- Bericht über eine gemeinsame Untersuchung bei den Stadtbüchereien. Personal- bzw. Kulturreferat der Stadt München 1979.
- (Red.): Im Mittelpunkt die Münchner Stadtbibliothek. Zur Eröffnung im Haus Am Gasteig am 29. Mai 1984. Direktion der Städtischen Bibliotheken, München 1984.